# Есперенс (селище, Нью-Йорк)
Есперенс (англ. Esperance) — селище (англ. village) в США, в окрузі Скогарі штату Нью-Йорк. Населення — 346 осіб (2020).

## Географія
Есперенс розташований за координатами 42°45′53″ пн. ш. 74°15′27″ зх. д. / 42.76472° пн. ш. 74.25750° зх. д. (42.764633, -74.257392).  За даними Бюро перепису населення США в 2010 році селище мало площу 1,35 км², з яких 1,27 км² — суходіл та 0,08 км² — водойми.

## Демографія
Згідно з переписом 2010 року, у селищі мешкало 345 осіб у 148 домогосподарствах у складі 95 родин. Густота населення становила 256 осіб/км².  Було 168 помешкань (124/км²).
Расовий склад населення:
| - 93,0 % — білих - 3,5 % — чорних або афроамериканців - 0,3 % — азіатів |

До двох чи більше рас належало 2,6 %. Частка іспаномовних становила 4,9 % від усіх жителів.
За віковим діапазоном населення розподілялося таким чином: 20,6 % — особи молодші 18 років, 66,6 % — особи у віці 18—64 років, 12,8 % — особи у віці 65 років та старші. Медіана віку мешканця становила 40,4 року. На 100 осіб жіночої статі у селищі припадало 106,6 чоловіків;  на 100 жінок у віці від 18 років та старших — 106,0 чоловіків також старших 18 років.
Середній дохід на одне домашнє господарство  становив 53 669 доларів США (медіана — 54 063), а середній дохід на одну сім'ю — 66 500 доларів (медіана — 63 750). Медіана доходів становила 42 375 доларів для чоловіків та 29 500 доларів для жінок. За межею бідності перебувало 6,2 % осіб, у тому числі 4,4 % дітей у віці до 18 років та 10,0 % осіб у віці 65 років та старших.
Цивільне працевлаштоване населення становило 154 особи. Основні галузі зайнятості: освіта, охорона здоров'я та соціальна допомога — 27,3 %, науковці, спеціалісти, менеджери — 13,0 %, будівництво — 13,0 %.